# ناحیه کامارگو، شهرستان داگلاس، ایلینوی
ناحیه کامارگو (به انگلیسی: Camargo Township) یک منطقهٔ مسکونی در ایالات متحده آمریکا است که در شهرستان داگلاس واقع شده‌است. ناحیه کامارگو ۲۰۰ متر بالاتر از سطح دریا واقع شده‌است.